# Safran
Safran là một tập đoàn công nghiệp và công nghệ lớn của Pháp, có mặt trên trường quốc tế trong các lĩnh vực hàng không, vũ trụ và quốc phòng. Nó được tạo ra vào năm 2005 trong sự hợp nhất giữa Snecma và Sagem. Kể từ tháng 9 năm 2011, nó đã được liệt kê trong CAC 40.
Các lĩnh vực kinh doanh của nó là thiết kế và sản xuất động cơ máy bay, trực thăng và tên lửa, thiết bị hàng không và quốc phòng.
Sau khi Zodiac Aerospace được tiếp nhận vào năm 2018, tập đoàn này có hơn 81.000 nhân viên vào cuối tháng 9 năm 2020.